# Andreas Weißgerber
Andreas Weißgerber (* 10. Januar 1900 in Volos, Königreich Griechenland; † 26. Dezember 1941 in Tel-Aviv, Völkerbundsmandat für Palästina), auch bekannt als Chanosch Ben Mosche Weißgerber war ein österreichisch-ungarischer Geiger.

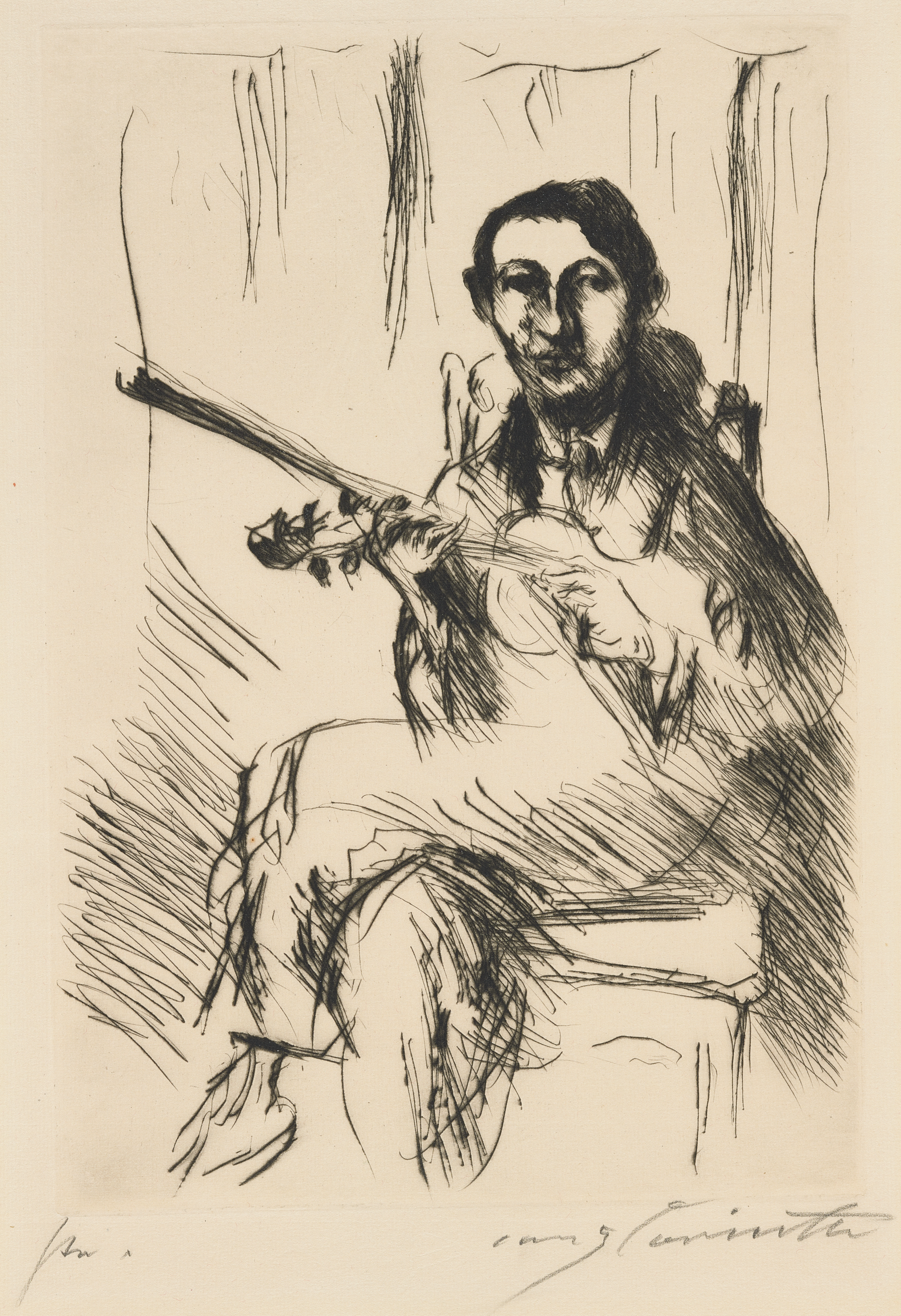
Radierung von Lovis Corinth

## Leben
Weissgerber entstammte einer jüdischen Familie, die ihre Wurzeln in Sadagora in der Nähe von Czernowitz in der Bukowina hatte. Die Weissgerbers ließen sich im griechischen Volos nieder, wo Andreas am 10. Januar 1900 zur Welt kam, kurz bevor sie nach Smyrna weiterzogen. Ersten Violinunterricht erhielt Andreas in Athen.
Als violinspielendes Wunderkind trat er bereits mit sieben Jahren in den großen Städten des Osmanischen Reiches auf; einmal spielte er in Konstantinopel für den Sultan Abdul Hamid II., der ihm zur Belohnung fünf Papageien schenkte. Weissgerber besuchte die Musikakademien von Budapest und Wien, zuletzt studierte er an der Musikhochschule in Berlin. In Budapest war sein Lehrmeister Jenő Hubay (1858–1937), bei welchem auch József Szigeti, Emil Telmányi, Jenő Ormándy und Paul Godwin Unterricht genossen hatten. In Berlin war es der aus Odessa gebürtige Issay Barmas (1872–1946), der am Stern’schen Konservatorium Lehrer für die Violin-Ausbildungsklassen war.
In den 1920er Jahren machte Weissgerber Konzertreisen durch das Deutsche Reich, bei denen ihn der Komponist Rudolf Wagner-Régeny am Klavier begleitete. Sie führten ihn bis in die kleinsten Provinzstädte. Er war auch gern gehörter Gast bei deutschen Rundfunksendern. Bedeutende Künstler seiner Zeit wie Lovis Corinth, Max Liebermann und Max Slevogt fertigten Porträts von Weissgerber an. Deren Erscheinen in der zeitgenössischen illustrierten Presse dokumentierte seine Popularität. 1928 war er in der Rolle des Niccolò Paganini in dem Film Paganini in Venedig zu sehen.
Mit Eugen d’Albert am Klavier machte er Plattenaufnahmen für Odeon. Er nahm auch bei VOX auf. Dort war Karol Szreter sein Klavierbegleiter. Als „Andreas Weißgerber-Trio“ waren er, sein Bruder Joseph am Cello und Claudio Arrau am Klavier zu hören.
Nach der Machtergreifung Hitlers, als er reichsweit nur noch auf Veranstaltungen des Jüdischen Kulturbundes auftreten durfte, spielte er für das ausschließlich für jüdische Künstler bestimmte Etikett „Lukraphon“. Hier saß Kurt Sanderling am Klavier. Noch 1935 gab er zusammen mit dem Pianisten Richard Goldschmied (1880–1941) ein Konzert beim Jüdischen Kulturbund in Hamburg, bei dem u. a. Werke von Igor Strawinsky aufgeführt wurden, dessen Musik inzwischen als “entartet” galt.
1936 folgte er seinem zwei Jahre jüngeren Bruder Joseph (1902–1954), der als Solo-Cellist bei den Dresdner Philharmonikern gespielt und Deutschland bereits 1933 verlassen hatte, in die Emigration nach Palästina. Beide waren von Bronisław Huberman eingeladen worden im Sinfonieorchester Palestine Orchestra von Palästina, dem späteren Israel Philharmonic Orchestra mitzuspielen. Weissgerber gilt als Mitbegründer dieses Orchesters, dessen Konzertmeister er wurde.
Ein Tonfilm, Shir Ivri („Hebräische Melodie“), der zu dieser Zeit unter seiner Mitwirkung für den Reichsverband der jüdischen Kulturbünde in Deutschland entstand, war erst kürzlich unter dem Nachlass seines Bruders gefunden worden und wurde inzwischen wieder veröffentlicht.
Der aus Riga gebürtige Komponist Marc Lavry schrieb für Weissgerber ein Konzert für Violine und Orchester (op. 78) mit den Sätzen Allegro Moderato (Marcia), Andante und Allegro Assai, das dieser am 20. Juni 1939 mit dem Symphonieorchester des Rundfunks von Palästina zur Aufführung brachte.
Weißgerber starb am 26. Dezember 1941 in Tel-Aviv an einem Herzschlag.

## Tondokumente (Auswahl)

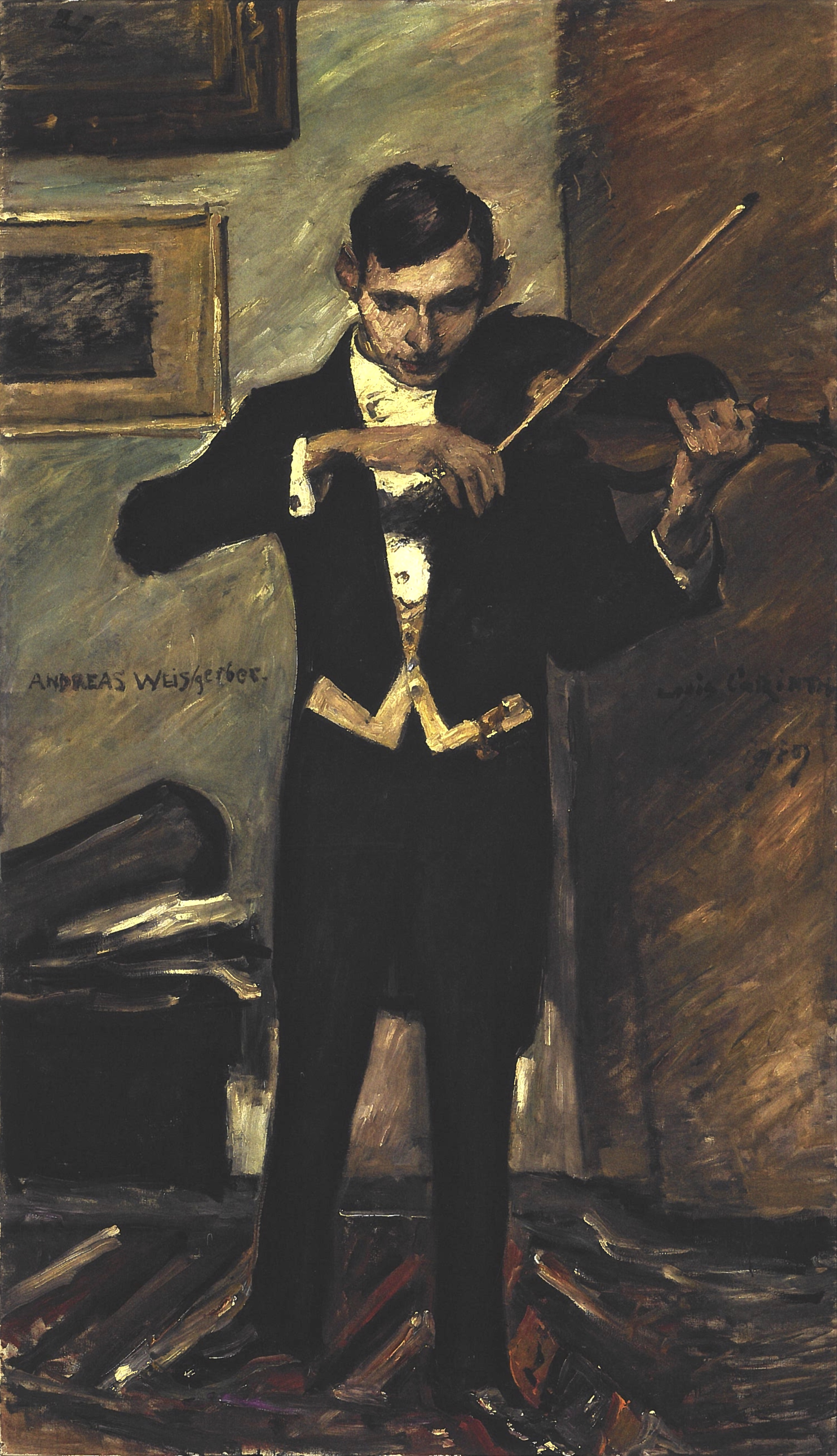
Lovis Corinth: Porträt Andreas Weißgerber (stehend), 1919

### Für Odeon
- 1921: Zigeunerweisen (Pablo de Sarasate)
- 1923: Andante Sostenuto aus der C-dur Sonate (Mozart) (Odeon)
- 1923: Scherzo und Rondo aus der Frühlingssonate (Beethoven)
- 1923: Two movements (the Rondo is heavily cut) from Beethoven's Violin Sonata in F, Op 24
- unbekanntes Jahr: Ungarische Tänze Nr. 2 und 5
- unbekanntes Jahr: Csárdás / Hubay.

### Für Vox
- Trio, B-Dur, op. 11 : Adagio / Beethoven
- Trio, B-Dur, op. 11 : Thema mit Variationen / Beethoven.
- Trio, B-Dur, op. 99 : Scherzo / Schubert.
- Trio, Es-Dur, op. 99 : Scherzo / Fr. Schubert.

### Für Lukraphon
- Hebräische Melodie (Achron)
- Andantino (Martini)
- Csárdás (Hubay)
- Spanischer Tanz aus der Oper “La Vida Breve” (Manuel de Falla)

### Wiederveröffentlichungen
- Horst J.P. Bergmeier, Ejal Jakob Eisler, Rainer E. Lotz: Vorbei. Dokumentation jüdischen Musiklebens in Berlin, 1933–1938. (Beyond Recall. A record of Jewish musical life in Nazi Berlin, 1933–1938). Bear Family, Holste-Oldendorf 2001, DNB 974923648 .
- CD “EUGEN D'ALBERT (1864–1932)” von Symposium Records, 4, Arden Close, Overstrand, North Norfolk NR27 0PH, U.K. (Symposium Catalogue No: 1146, Release Date: Aug 01, 1994, replaces CD1046) enthält von Weissgerber / D'Albert die Odeon-Aufnahmen Andante Sostenuto aus der C-dur Sonate (Mozart) und Scherzo und Rondo aus der Frühlingssonate (Beethoven), beide von 1923.
- Doppel-CD “The Centaur Pianist”: Eugen d’Albert, Complete Studio Recordings, 1910–1928. label: Arbiter ; Release Datum 28. Februar 2006; Katalognr.: 147; enthält auf CD 2 Aufnahmen mit Andreas Weissgerber: track 17 : Violin Sonata In C, K. 296: Andante Sostenuto (Mozart), track 18 : Violin Sonata In F, Op. 24: I. Scherzo (Beethoven), track 19 : Violin Sonata In F, Op. 24: II. Rondo (Beethoven)